# Албјер
Албјер (фр. Albières) насеље је и општина у јужној Француској у региону Лангдок-Русијон, у департману Од која припада префектури Каркасон.
По подацима из 2011. године у општини је живело 99 становника, а густина насељености је износила 5,74 становника/km². Општина се простире на површини од 17,25 km². Налази се на средњој надморској висини од 450 метара (максималној 823 m, а минималној 371 m).

## Демографија
| 1962. | 1968. | 1975. | 1982. | 1990. | 1999. | 2011. |
| ----- | ----- | ----- | ----- | ----- | ----- | ----- |
| 63    | 76    | 83    | 50    | 62    | 73    | 99    |

График промене броја становника у току последњих година